# Бандаж (техніка)

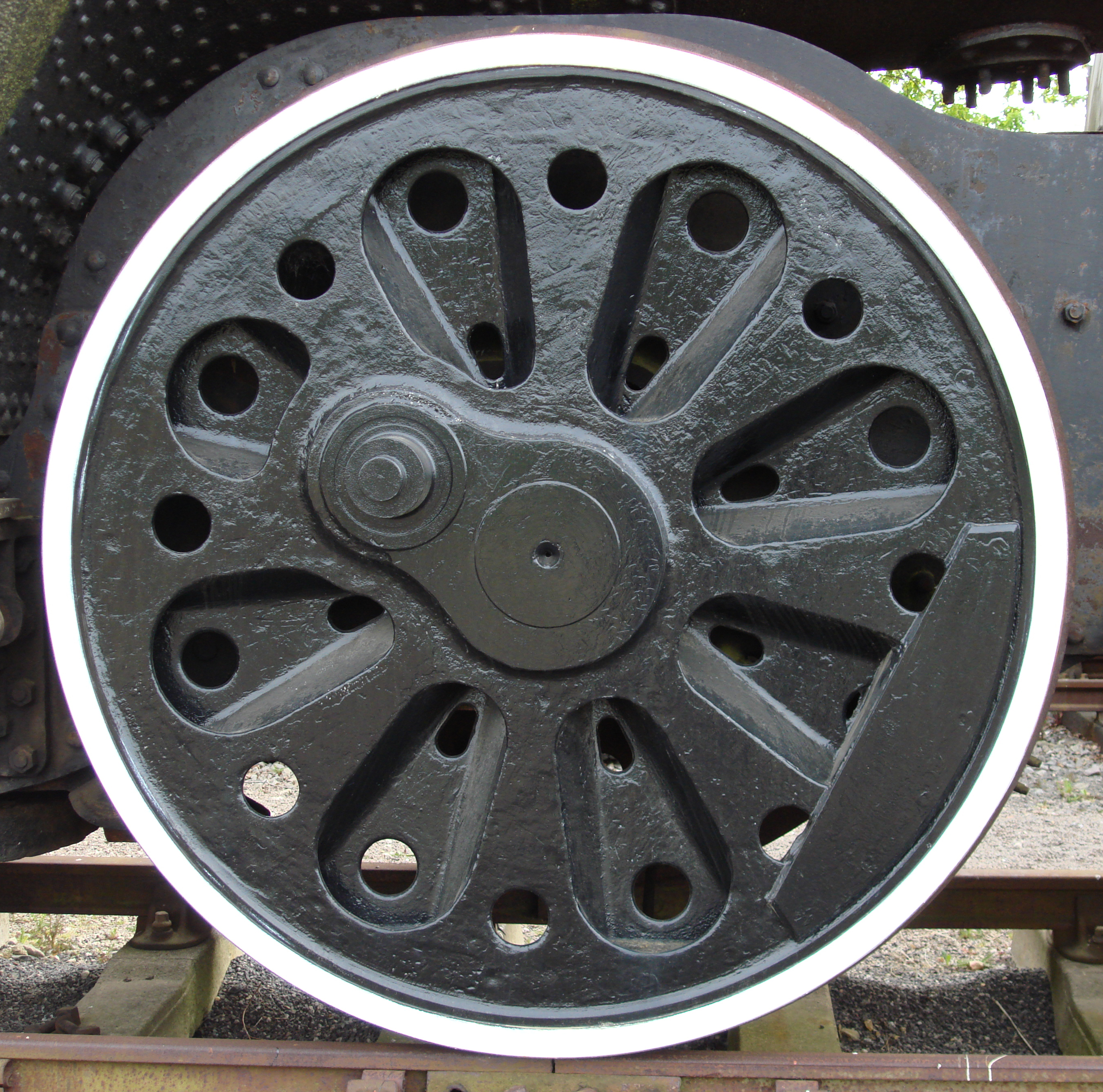
Біла шина - бандаж на колесі залізничного локомотива Bulleid Firth Brown (BFB)..

Банда́ж (фр. bandage) у техніці — сталеве (у ряду випадків — гумове) кільце або пасок, який надівається на частини машин або конструкцій для збільшення їх міцності та зменшення зношення.

## Види бандажів

### Бандаж у турбобудуванні
У турбобудуванні бандаж скріплює кінці лопаток або підтримує середню частину довгих лопаток.

### Бандаж у машинах
Бандаж в електричних машинах (двигунів та генераторів) являє собою пояс із сталевого дроту, намотаного з сильним натягненням на барабан якоря, що утримує обмотку від випадання з пазів.

### Бандаж у трубопроводах
Бандаж у трубопроводах — металеве кільце, що надягають в гарячому стані на сталевий трубопровід і яке стискує його при охолодженні.

### Бандаж у транспорті
Бандаж катаний для коліс — виготовлене прокаткою сталеве кільце фасонного профілю, що надягають в гарячому стані на колесо залізничного вагона, локомотива, трамвая тощо.
Для кожного виду рухомого складу бандаж розраховується окремо, враховуючи, що з більшим діаметром бандажу досягається краща плавність і стабільність ходу візка та покращуються умови експлуатації буксових підшипників. Бандажі виготовляють з вуглецевої конструкційної сталі із вмістом вуглецю 0,57—0,65 %, часовим опором не менше 850 МПа і твердістю не менше 243 НВ. З метою запобігання прокручуванню на ободі колісного центру застосовують гарячу посадку бандажу на колісну пару при нагріванні до температури 250—320 °C з натягом 1,1—1,45 (для моторних вагонів електропоїздів) і 1,3—1,7 (для електровозів). Після цього у канавку бандажу заводиться кільце, зроблене із спеціального сталевого профілю, що запобігає поперечному зсуву бандажа. Буртик канавки затискується за допомогою роликів на спеціальному пресі.
Також бандаж коліс може виготовлятися з технічної гуми і надягатися на колеса для додаткового підресорювання і зменшення зносу (застосовується в основному в гусеничних рушіях).